# Коронація Діви Марії

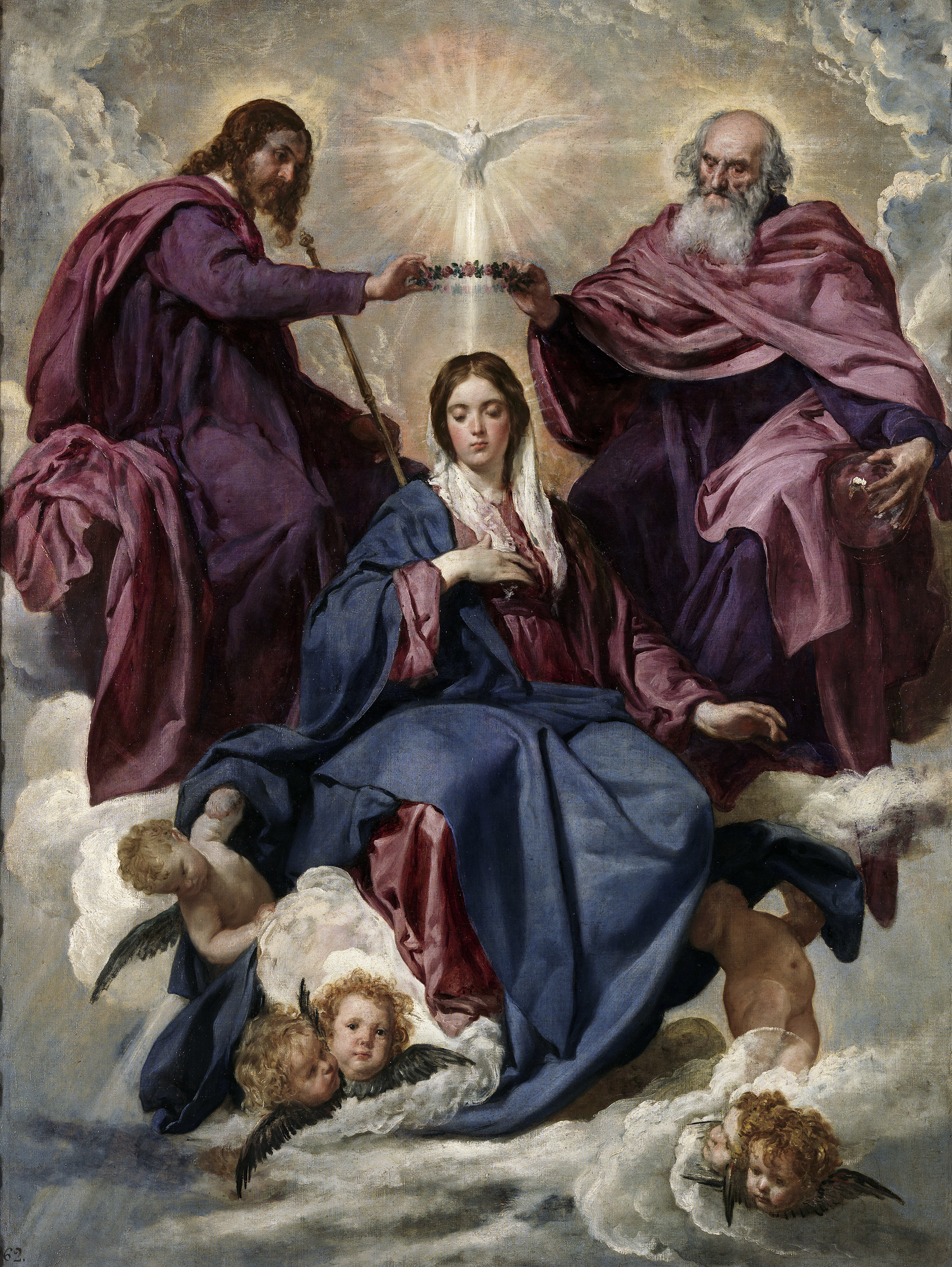
Коронація Діви Марії (Дієго Веласкес: Марію коронує Свята Трійця, бл. 1645, Прадо)

Корона́ція Ді́ви Марі́ї (лат. Coronatio Mariae Virginia) — у християнстві коронація Діви Марії королевою Небес (царицею небесною) після її взяття на Небо. Складова католицького догмату про Внебовзяття. Слідує після Успіння, Поховання і власне Внебовзяття. Відзначається як щорічне свято 22 серпня. Традиційний сюжет християнської іконографії та європейського живопису. Одна зі славних таємниць розарію. Також — Корона́ція Марі́ї (лат. Coronatio Mariae), Корона́ція Благослове́нної Ді́ви Марі́ї (лат. Coronatio Beatae Mariae Virginia), Корона́ція Ді́ви (ісп. La coronación de la Virgen).

## Виникнення і джерела
Ніякий з католицьких догматів та в жодному з рядів Священного Писання не написано про те, що Марія після внебовзяття була коронована. Проте, незважаючи на відсутність підкріплення затвердженими церквою догматів, ця тема в релігійному мистецтві була дуже популярна.
Ця традиція відома з XII століття, причому своїм виникненням вона навіть не зобов'язана «Золотою легендою» — вона або виникла з тексту єпископа Melito of Sardis, або з оповідань, що описують тілесне внебовзяття Богоматері на небо, особливо «Glory of the Martyrs» Григорія Турського (VI ст.) і настанови Святого Ієроніма (Псевдо-Ієронім). В ньому пишеться, що Марія входить в рай як цариця у славі, і небесне воїнство веде її до трону. Спочатку цей образ спирається на Псалтир  44:10-15 («… стала цариця праворуч Тебе в офірському щирому золоті …») і Пісня Пісень 4:8, які тлумачаться як «прийди, обрана, до мого трону» ( Veni electa mea … in thronum meum), а також в Іоанна Богослова: стало на небі велике знамення жінка, зодягнена в сонце; під ногами її місяць, а на її голові вінок із дванадцяти зірок (Одкр 12:1), яка тлумачиться як Богоматір, що стала царицею. Пісня Пісень як детальну алегорію, у якій наречена ототожнювалася з Дівою Марією, витлумачив Бернард Клервоський. Предтечею коронування Богородиці послужив і наступний епізод з життя Соломона: після смерті царя Давида царем Ізраїлю стає Соломон, і Вірсавія, мати Соломона, приходить до нього і просить у нього заступництва.  «Цар встав перед нею, і вклонився їй, та й сів на своєму троні. Поставили престол і для матері царя, і вона сіла по правиці його» (3 Царств 2:19).
 «Золота легенда» популяризувала сюжет главою, присвяченою Внебовзяттю Діви Марії та її входженню в Царство Небесне. Деякі фрагменти з цього опису були дослівно скопійовані з Псевдо-Ієроніма. Ця популярна книга Середньовіччя забезпечила художників величезною кількістю деталей і атрибутів, які вони з успіхом стали використовувати при роботі над даним сюжетом.

## Іконографія
Найперший відомий твір мистецтва даної іконографії (першого типу) — скульптура у верхньому регістрі тимпана Собору Сенлі (бл. 1170), в нижньому регістрі якого викарбувані слова Успіння та Внебовзяття. Ця композиція повторюється майже повністю в тимпані Шартрського собору (1194–1260), напрошуючись на порівняння з мозаїкою «Maria Ecclesia» в Санта Марія в Трастевере. Правду кажучи, ці два тимпана ще не можна назвати зображеннями «Коронації Богоматері», оскільки Марія на них вже з короною, одягненою на голову. Зате тимпан Нотр-Дам де Парі вже відповідає цій вимозі: янгол, спускаючись з небес, увінчує Богоматір вінцем.
В XIII столітті ми знаходимо фреску в Англії (Black Bourton), де викарбовується даний сюжет: Бог-син піднімає свою праву руку, щоб коронувати матір. Подібна іконографія «обличчям до обличчя» була популярна серед багатьох майстрів XIV і XV ст., часто зображена з ангелами по боках. З поширенням «Золотої легенди» сюжет стає все більш популярним. Велику популярність цієї теми в мистецтві Епохи Ренесансу дослідники пов'язують з розвитком самосвідомості і сприйняттям особистості, індивідуальності, властивому цьому періоду.
Твори про даний сюжет писало багато західноєвропейських майстрів, включаючи Джентіле да Фабріано, Лоренцо Монако, Джотто, Фра Анджеліко (кілька варіантів), Сандро Боттічеллі (декіл. вар.), Ганс Мемлінг, Альбрехта Дюрера, Доменіко Гірландайо, Джованні Белліні, Ель Греко (декіл. вар.), Філіппіно Ліппі, фра Філіппо Ліппі, Рафаеля, Дієго Веласкеса, Гвідо Рені, Аннібале Карраччі і так далі. Особливо відома картина Веласкеса, виконана ним на прохання королеви Ізабелли Бурбонської для її особистих покоїв.

### Галерея

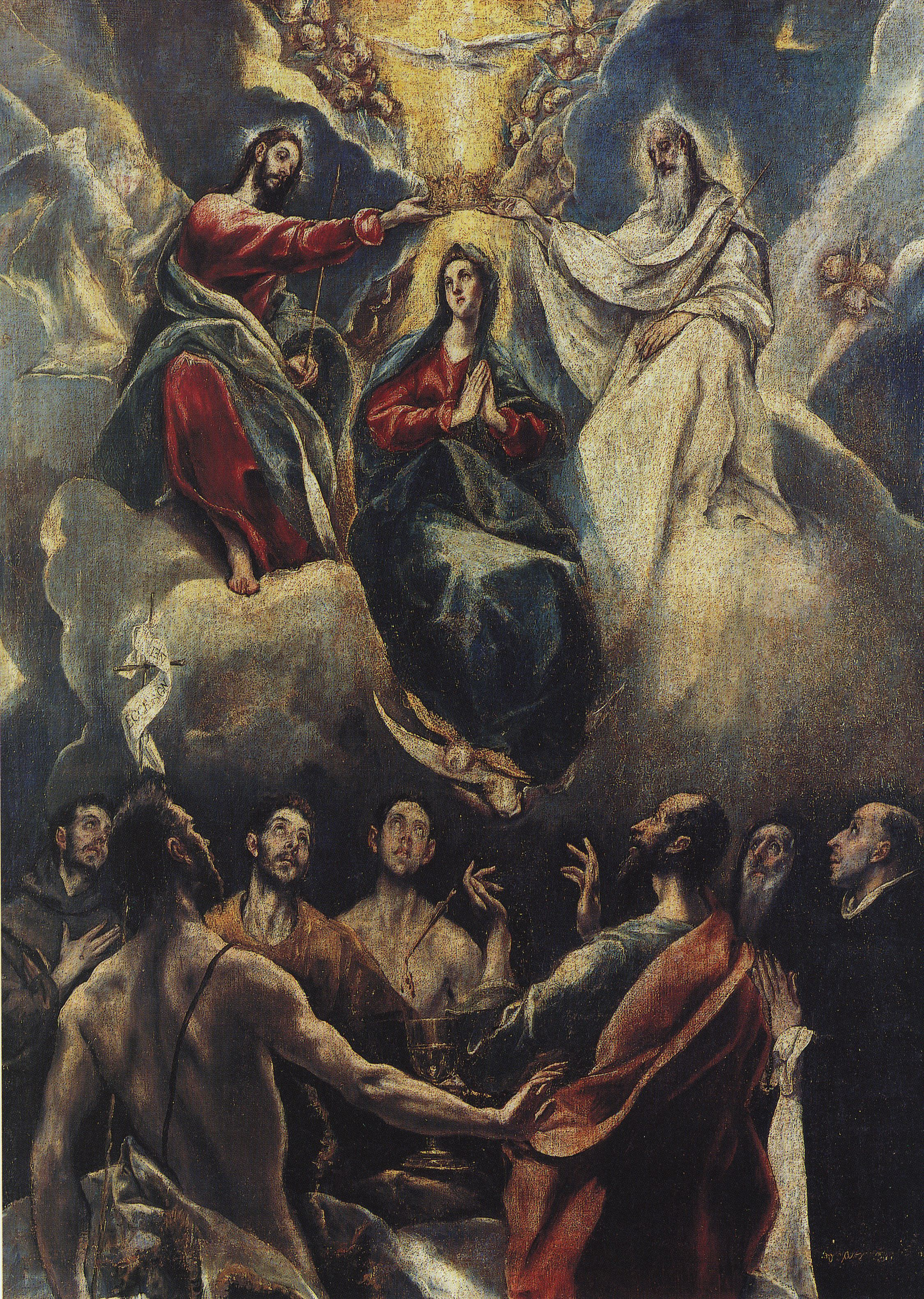
Коронація Діви (1) Ель Греко, 1592
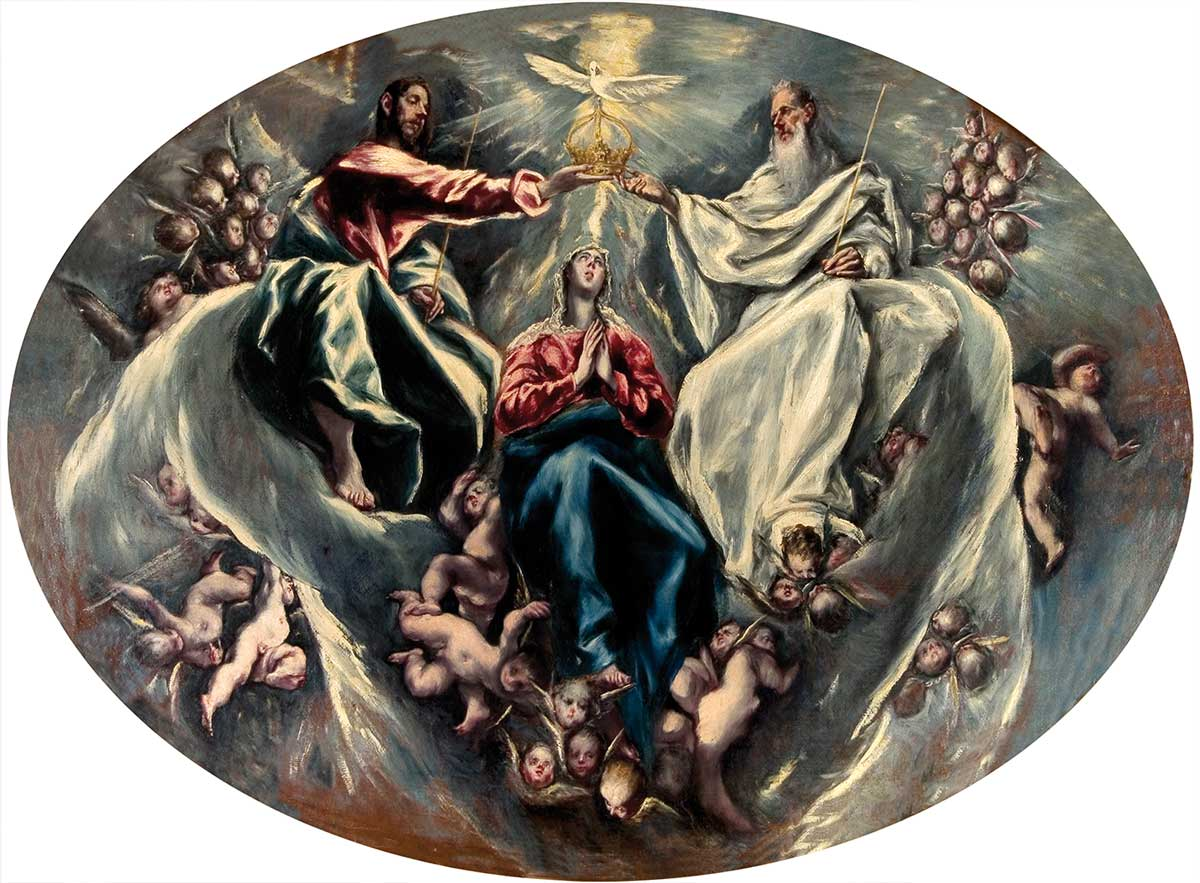
Коронація Діви (2) Ель Греко, 1603—1605
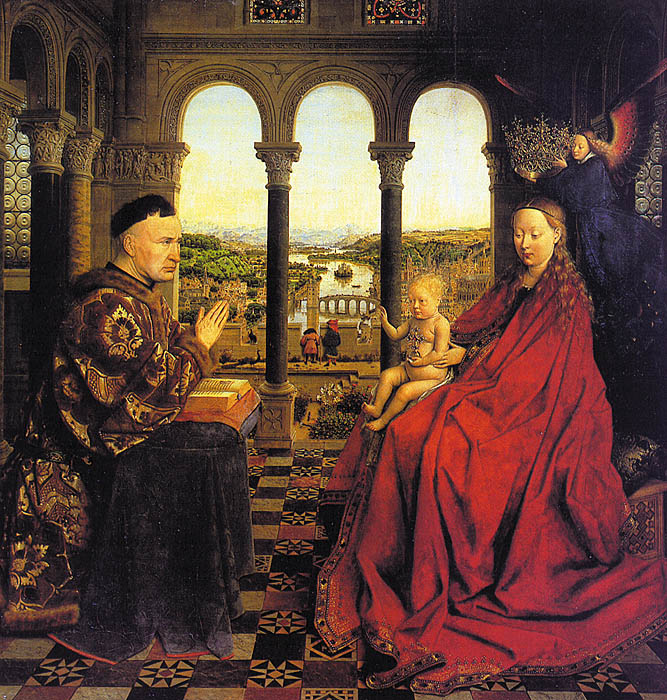
Ян ван Ейк,«Мадонна канцлера Роллена», бл. 1434, Лувр.
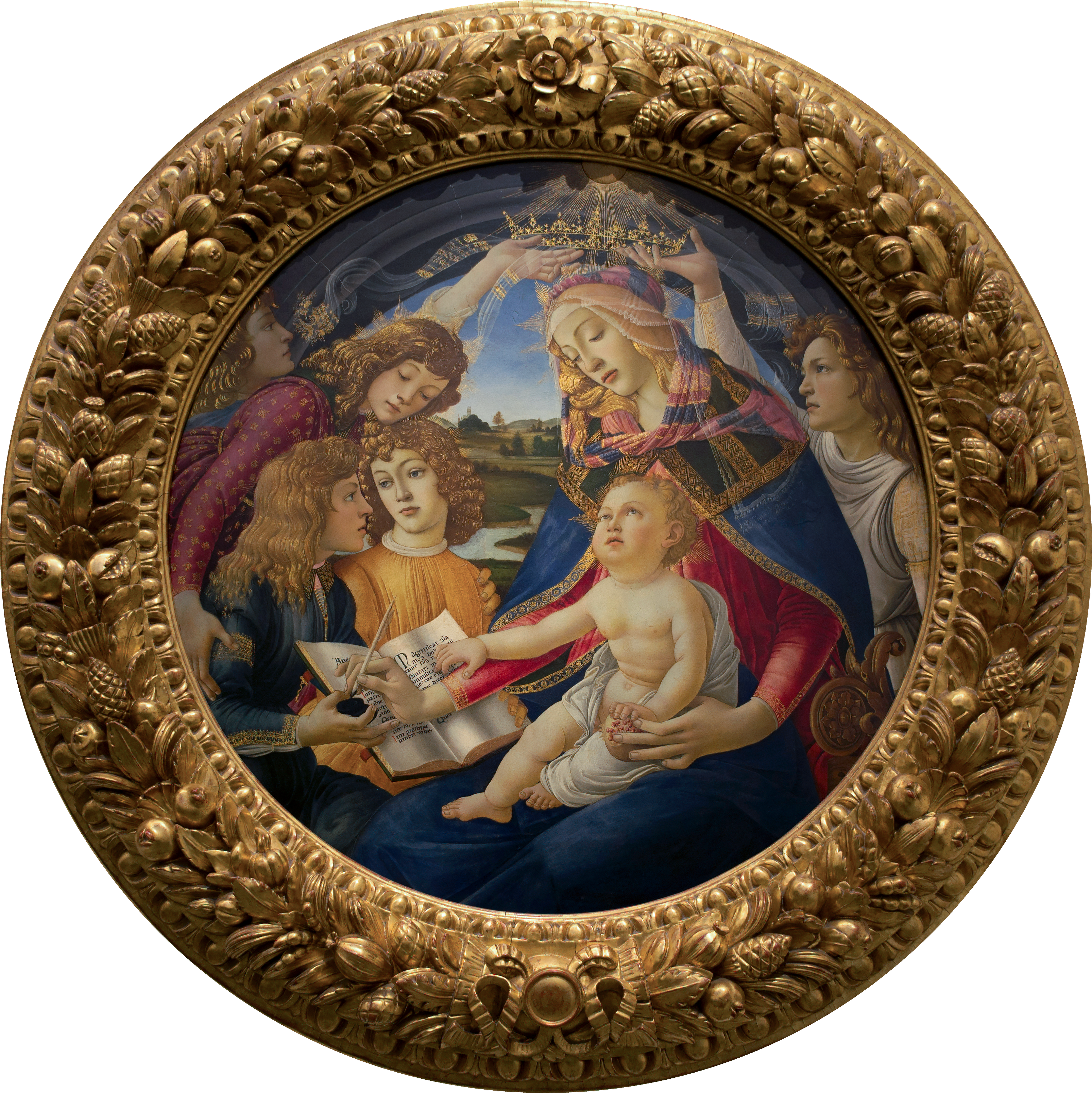
Сандро Боттічеллі, «Мадонна дель Магніфікат», 1480-81, Галерея Уффіці
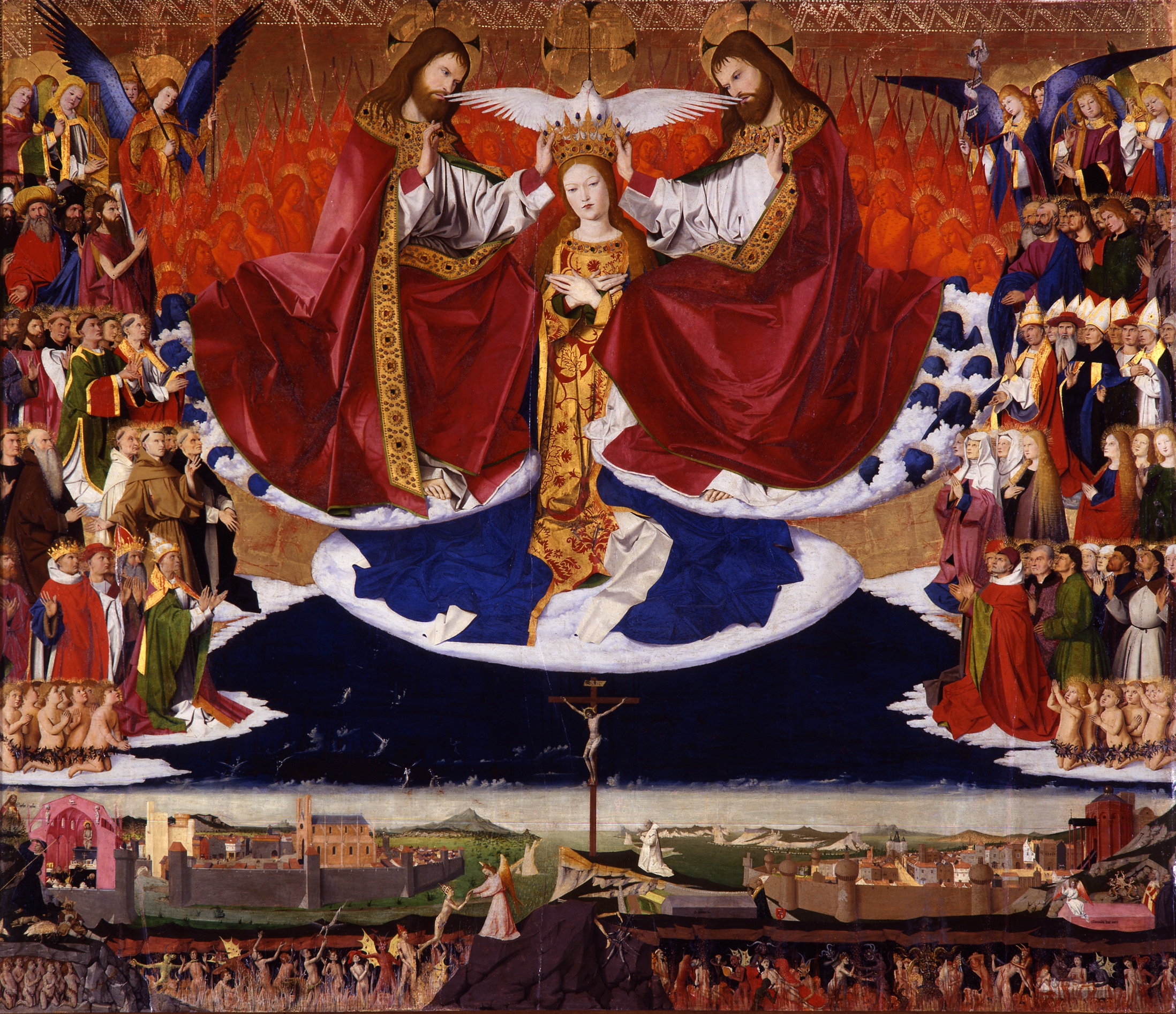
Ангерран Куартон, «Коронування Діви Марії», 1454, Авіньйон
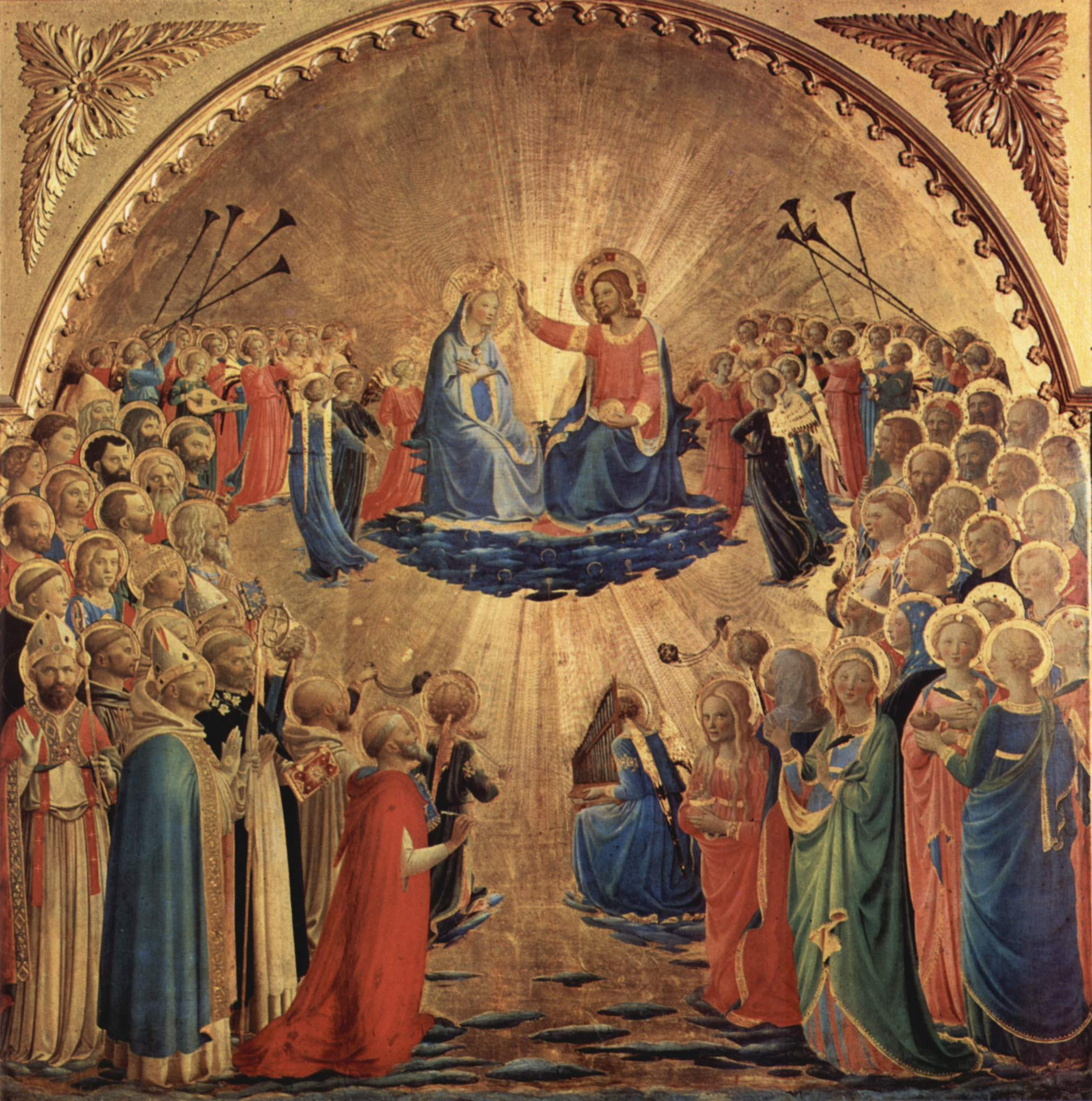
Фра Беато Анджеліко, «Коронування Діви Марії», 1434-1435, Галерея Уффіці
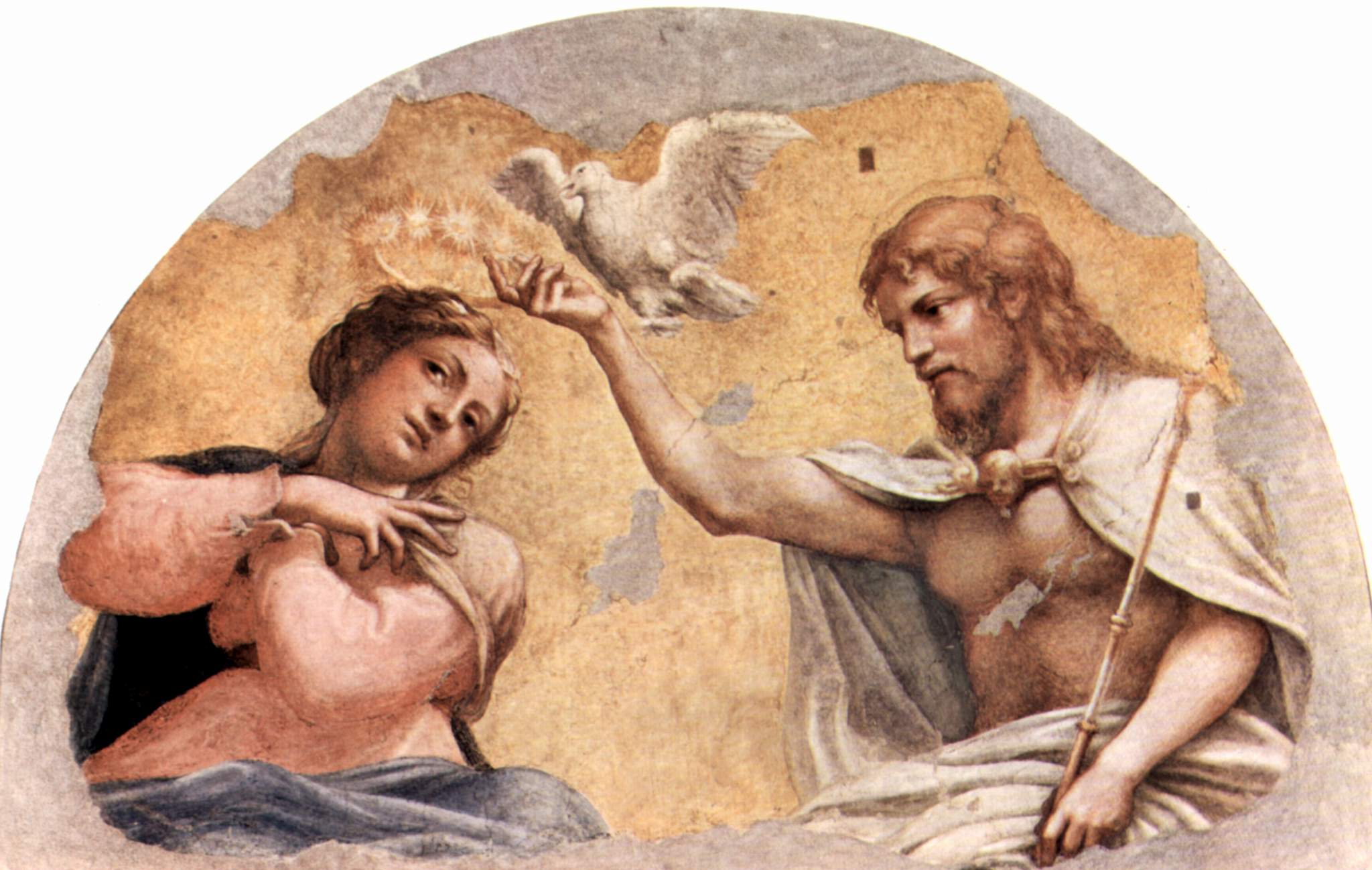
Корреджо, «Коронування Діви Марії», 1520-1521, Парма
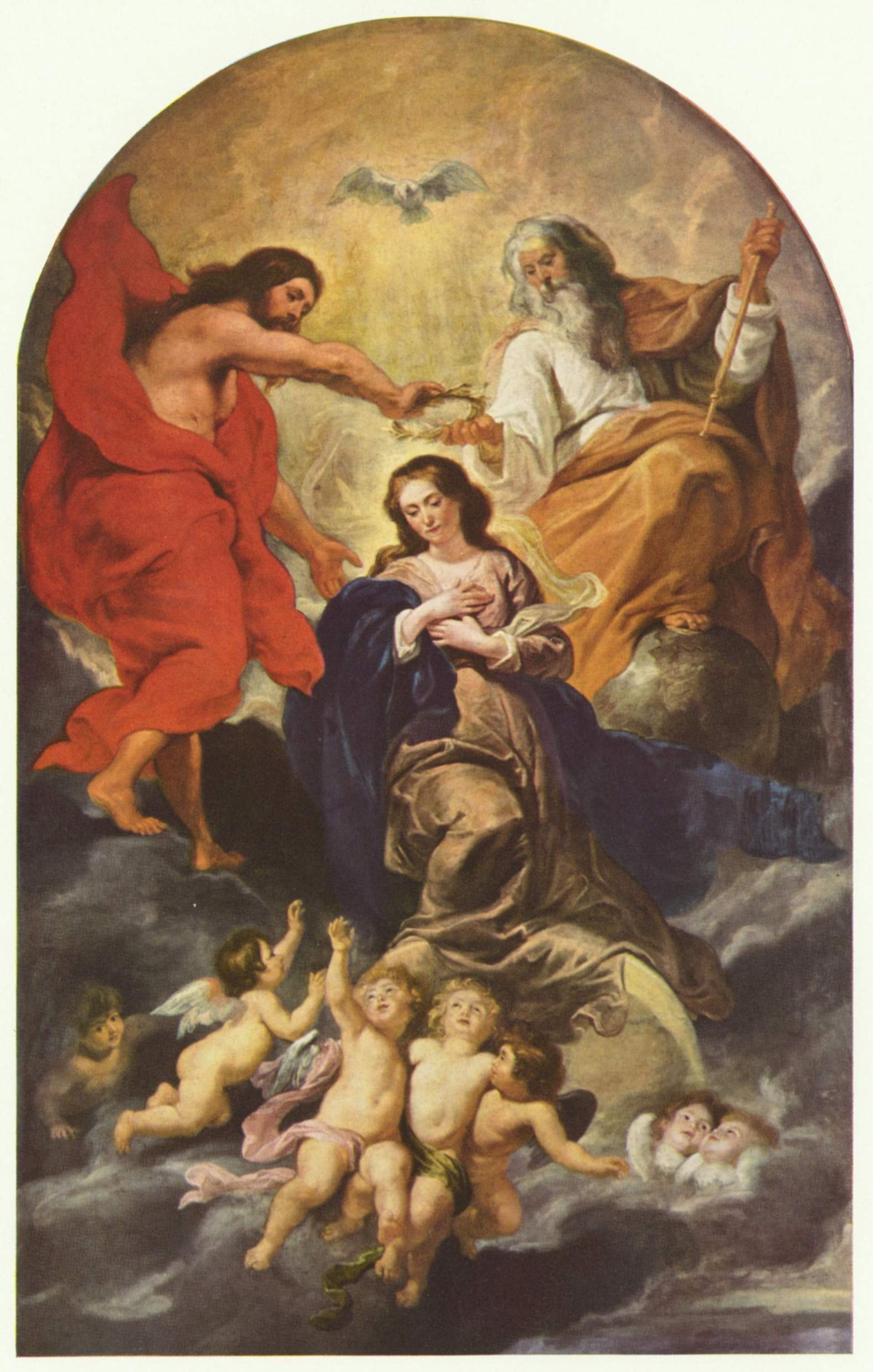
Пітер Пауль Рубенс, «Коронування Діви Марії», 2-а пол. XVII ст., Брюссель
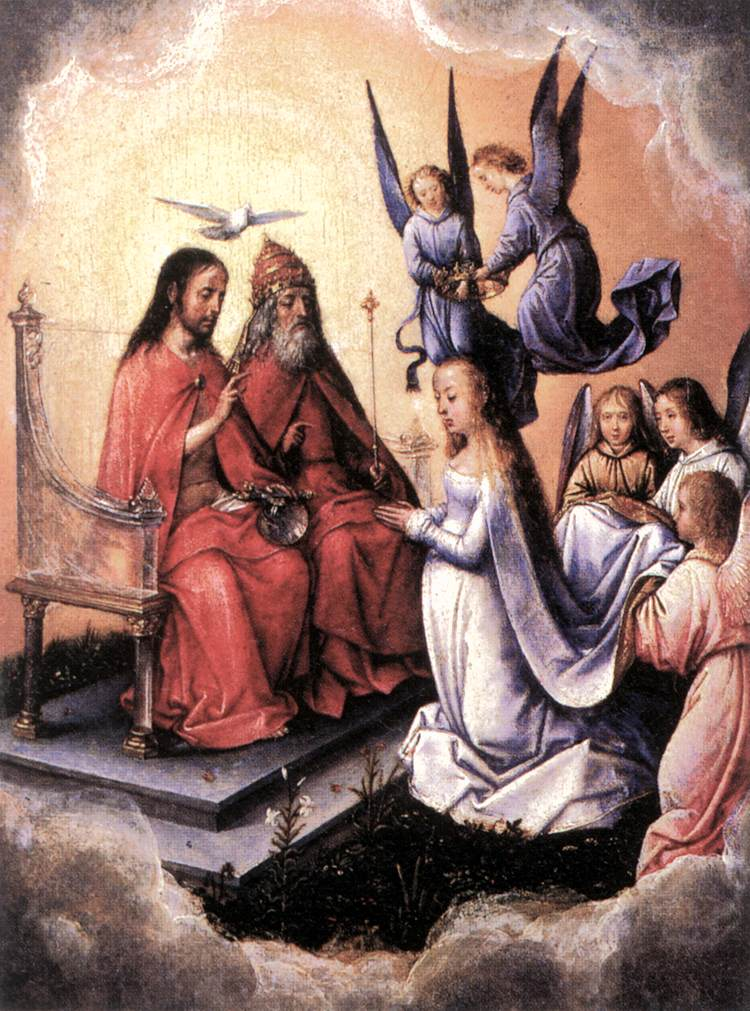
Міхель Зіттов, «Коронування Діви Марії», 1496-1504, Лувр